# Daloy Politsey
Daloy Politsey (en yidis: דאַלוי פּאָליצ‎, romanizado: Abajo [La] Policía) también conocida como In Ale Gasn (en yidis: אין אַלע גאַסן‎, lit. 'En Cada Calle') es una canción de protesta antiautoritaria en yidis. La versión moderna, comúnmente conocida y grabada de la canción, es en realidad una combinación de dos canciones de protesta diferentes del Imperio ruso de finales del siglo XIX y principios del XX; Hey Hey Daloy Politsey e In Ale Gasn respectivamente. La canción moderna fue grabada en 1972 por el Yiddish Youth Ensemble (Susan Finesilver, Betty Glaser, Judy Gottlieb, Khane Kliger, Moishe Mlotek, Moishe Rosenfeld, Dina Schwartzman, Josh Waletzky; Director musical: Zalmen Mlotek) en su álbum de Yiddish Songs of Trabajo y Lucha (1972, vinilo). La grabación apareció más tarde en la banda sonora del documental Free Voice of Labor: The Jewish Anarchists. Como tal, la canción a menudo se presenta como In Ale Gasn/Daloy Politsey para resaltar esta combinación. Las dos canciones se asociaron históricamente con el movimiento bundista (aunque ninguna de las letras es explícitamente bundista) junto con el movimiento anarquista judío. Las dos canciones fueron cantadas durante las revoluciones rusas como un grito de guerra para los judíos anarquistas y socialistas revolucionarios.

## Letra
| Yidis                                      | Transliteración                              | Inglés                                                 |
| ------------------------------------------ | -------------------------------------------- | ------------------------------------------------------ |
| אין אַלע גאַסן וווּ מען גייט                  | In ale gasn vu men geyt                      | On every street you go                                 |
| הערט מען זאַבאַסטאָווקעס                      | Hert men zabastovkes.                        | You hear rumblings.                                    |
| ייִנגלעך מיידלעך קינד־און־קייט              | Yinglekh, meydlekh, kind-un-keyt             | Men, women, children, families                         |
| שמועסן פֿון נאַבאָווקעס                       | Shmuesn fun nabovkes.                        | Are talking about strikes.                             |
|                                            |                                              |                                                        |
| גענוג שוין ברידער האָרעווען                 | Genug shoyn brider horeven,                  | Brothers, enough of your drudgery,                     |
| גענוג שוין באָרגן־לייַען                     | Genug shoyn borgn-layen,                     | Enough of borrowing,                                   |
| מאַכט אַ זאַבאַסטאָווקע                         | Makht a zabastovke,                          | We’re going on strike,                                 |
| לאָמיר ברידער זיך באַפֿרייַען                  | Lomir brider zikh bafrayen!                  | Brothers, let us free ourselves!                       |
|                                            |                                              |                                                        |
| ברידער און שוועסטער לאָמיר זיך געבן די הענט | Brider un shvester, lomir zikh gebn di hent, | Brothers and sisters, let us join hands,               |
| לאָמיר ניקאָלייַקעלען צעברעכן די ווענט        | Lomir Nikolaykelen tsebrekhn di vent!        | Let's break down little Tsar Nikolai’s walls!          |
| היי היי דאָלוי פּאָליציי                      | Hey, hey, daloy politsey!                    | Hey, hey, down with the police!                        |
| דאָלוי סאַמאָדערזשאַוויע וו׳ראָסיי              | Daloy samederzhavyets v'rasey!               | Down with the ruling class of Russia!                  |
|                                            |                                              |                                                        |
| ברידער און שוועסטער לאָמיר זיך ניט אירצן    | Brider un shvester, lomir zikh nit irtsn,    | Brothers and sisters, let’s forget formalities,        |
| לאָמיר ניקאָלייַקעלען די יאָרעלעך פֿאַרקירצן     | Lomir Nikolaykelen di yorelekh farkirtsn!    | Let’s shorten little Nikolai’s years!                  |
| היי היי דאַלוי פּאָליציי                      | Hey, hey, daloy politsey!                    | Hey, hey, down with the police!                        |
| דאָלוי סאַמאָדערזשאַוויע וו׳ראָסיי              | Daloy samederzhavyets v'rasey!               | Down with the ruling class of Russia!                  |
|                                            |                                              |                                                        |
| נעכטן האָט ער געפֿירט אַ וועגעלע מיט מיסט     | Nekhtn hot er gefirt a vegele mit mist,      | Yesterday he was driving a little wagon full of trash, |
| הייַנט איז ער געוואָרן אַ קאַפּיטאַליסט          | Haynt iz er gevorn a kapitalist!             | Today he's become a capitalist!                        |
| היי היי דאָלוי פּאָליציי                      | Hey, hey, daloy politsey!                    | Hey, hey, down with the police!                        |
| דאָלוי סאַמאָדערזשאַוויע וו׳ראָסיי              | Daloy samederzhavyets v'rasey!               | Down with the ruling class of Russia!                  |
|                                            |                                              |                                                        |
| ברידער און שוועסטער לאָמיר גיין צוזאַמען     | Brider un shvester, lomir geyn tsuzamen,     | Brothers and sisters, let's all get together,          |
| לאָמיר ניקאָלייַקעלען באַגראָבן מיט דער מאַמען   | Lomir Nikolaykelen bagrobn mit der mamen!    | Let's bury little Nikolai with his mother!             |
| היי היי דאָלוי פּאָליציי                      | Hey, hey, daloy politsey!                    | Hey, hey, down with the police!                        |
| דאָלוי סאַמאָדערזשאַוויע וו׳ראָסיי              | Daloy samederzhavyets v'rasey!               | Down with the ruling class of Russia!                  |
|                                            |                                              |                                                        |
| קאָזאַקן זשאַנדאַרמען אַראָפּ פֿון די פֿערד         | Kozakn, zhandarmen, arop fun di ferd!        | Cossacks and gendarmes, get down off your horses!      |
| דער רוסישער קייסער ליגט שוין אין דרערד     | Der rusisher keyser ligt shoyn in drerd!     | The Russian Tsar is already dead and buried!           |
| היי היי דאָלוי פּאָליציי                      | Hey, hey, daloy politsey!                    | Hey, hey, down with the police!                        |
| דאָלוי סאַמאָדערזשאַוויע וו׳ראָסיי              | Daloy samederzhavyets v'rasey!               | Down with the ruling class of Russia!                  |

## Grabaciones
- Banda sonora de Free Voice of Labor: The Jewish Anarchists, arr. Zalmen Mlotek con desconocido, grabación de 1980[5] [primera grabación conocida]

- In Love And In Struggle: The Musical Legacy Of The Jewish Labor Bund, con Zalmen Mlotek, Adrienne Cooper, Dan Rous con The New Yiddish Chorale y The Workmen's Circle Chorus, grabación de 1999[1] [traduce algunos versos al inglés]

- Fayvish, Yiddpop con Alan Bern y Paul Brody, grabación de 2010

- Victory Party, Geoff Berner, grabación de 2011 [en inglés]

- Este Infierno, Bestiärio, grabación de 2015

- Una pequeña carta, Brivele, grabación de 2018 [versos adicionales en inglés]

- Millennial Bundist, Isabel Frey, grabación 2020 [versos adicionales en alemán]

- Zing!, Rajtaraj, grabación de 2021